# 백색인간
《백색인간》은 1983년 11월 6일에 방영되었던 MBC 베스트셀러극장이다.

## 줄거리
여성으로서 험난한 길을 걷던 홍난미(정애리)는 남호그룹 왕 회장(김무생)의 눈에 들어 그와 약혼식을 올리게 된다.
그러던 중 예전에 홍난미의 임신 중절 수술을 했던 산부인과 의사(박상조)가 무참히 살해당하는 사건이 발생한다.
신고를 받고 출동한 강력계 형사 하 반장(전운)은 현장검증을 실시함과 동시에 가야금과 은장도를 유일한 증거물로 확보한다.
걸레짝처럼 찢겨진 환자 가록카드가 홍난미의 것이라는 것을 알아낸 수사팀은 그녀에게 지명수배를 내리게 되는데, 이후 난미와 깊은 관련이 있던 요정 마담(김애경), 난미의 경호원 역할을 하던 사촌 오빠(백인철)가 잇달아 살해되면서 수사팀의 수사는 난관에 빠진다.
결국 수사팀은 이 모든 사건의 범인이 과거 난미와 우연히 만나 사랑했던 서남표(이정길)라는 것을 밝혀내게 되는데...

## 출연
- 이정길
- 정애리
- 전운
- 김무생
- 송기윤
- 김애경
- 김영옥
- 신국
- 임문수
- 백인철
- 박상조
- 강성욱
- 문회원
- 김웅철
- 심양홍
- 홍민우
- 유판웅
- 윤석오
- 최상훈
- 정성모
- 조형기
- 서갑숙
- 한애경
- 강석란
- 김지원